# Melanophthalma argentea
Melanophthalma argentea es una especie de coleóptero de la familia Latridiidae.

## Distribución geográfica
Habita en Arabia Saudita.